# Die unsichtbare Wunde
Die unsichtbare Wunde. Sexueller Missbrauch in der Kindheit: Das Trauma erkennen und überwinden ist ein populärwissenschaftliches Handbuch aus dem Bereich Selbsthilfe des amerikanischen Psychotherapeuten Wayne Kritsberg, das 1993 in den USA erstmals bei Bantam Dell Books erschien unter dem Originaltitel: „The invisible wound: A new approach to healing childhood sexual abuse“. 1995 erschien es im Schweizer Oesch-Verlag in deutscher Übersetzung. Eine zweite deutschsprachige Auflage ist im Jahr 2000 bei Bastei Lübbe erschienen, übersetzt von Brigitte Stein.

## Inhalt
Die beiden zentralen Botschaften des Buches sind: Sexueller Missbrauch von Kindern, Mädchen wie Jungen, hat in der Regel schwerwiegende langfristige Folgen für die Betroffenen; diese Folgen aber sind heilbar, wenn die oder der Betroffene – Kritsberg spricht meist von Überlebenden – sich an den Vorfall wieder erinnert und sich dem verdrängten Schmerz stellt.
Im ersten Teil des Buches liefert Kritsberg eine Typologie von zahlreichen Formen des körperlichen und seelischen sexuellen Missbrauchs. Dieser Absatz dient auch dazu, zweifelnden Betroffenen Hinweise darauf zu geben, was wirklich mit ihnen geschehen ist. Nach Kritsbergs Erfahrung aus der Gruppenpsychotherapie reagieren auch Betroffene, die keine bewusste Erinnerung an den Vorfall mehr haben, oft auf Schilderungen, die große Ähnlichkeit mit ihrem verdrängten Erlebnis haben.
Am Ende des ersten Teils analysiert Kritsberg drei Formen von Abwehrmechanismen, die betroffene Kinder entwickeln, um das Trauma überleben zu können: Verdrängung, Verleugnung und Dissoziation.
Im zweiten Teil des Buches beschreibt Kritsberg die Stationen des „Heilungszyklus“, die nötig sind, um die „unsichtbare Wunde“ aufzudecken, sich dem Schmerz, der Angst, der Wut und der Scham zu stellen, den Schmerz zu äußern und die Wunde schließlich zu heilen. Ein wichtiger Ansatz dabei ist die Heilung des „inneren Kindes“. In dem Kapitel „Ein sicherer Ort“ gibt Kritsberg Hinweise für die Suche nach einem Psychotherapeuten, für Einzel- und Gruppentherapien, Selbsthilfegruppen und Familien.
Im dritten Teil des Buches gibt Kritsberg eine Anleitung dafür, ein „Tagebuch der Heilung“ zu schreiben.
Viele der insgesamt 22 Kapitel des Buches gehen auf Fallstudien aus Kritsbergs Praxis zurück.